# La Cité des douleurs
Pour plus de détails, voir Fiche technique et Distribution.
La Cité des douleurs (悲情城市, Bēiqíng chéngshì) est un film taïwanais réalisé par Hou Hsiao-hsien, sorti en 1989.

## Synopsis
Le film traite de l’évolution d’une famille au cœur de la « terreur blanche » (en chinois : 白色恐怖 ; pinyin : Báisè Kǒngbù) après la fin de l’occupation japonaise et la reprise en main de Taïwan par le Kuomintang (KMT), pendant laquelle des milliers de Taïwanais furent torturés, exécutés ou emprisonnés.

## Autour du film
Ce film est le premier à traiter explicitement des exactions du KMT après la fin de l’occupation japonaise de Taïwan de 1945 et à dépeindre les incidents de 1947 (incident 228), au cours desquels des milliers de personnes furent massacrées, événement resté tabou dans l’histoire du pays.
Il est considéré comme le premier d’une trilogie sur l’histoire taïwanaise, comprenant Le Maître de marionnettes (The Puppetmaster, 1993) et Good Men, Good Women (1995).
Il a permis à la cité fantôme de Jiufen, où il se déroule, de renaître grâce à l’intérêt touristique suscité par le film.

## Fiche technique
- Titre : La Cité des douleurs
- Titre original : 悲情城市, Bēiqíng chéngshì
- Réalisation : Hou Hsiao-hsien
- Scénario : Chu Tien-wen et Wu Nien-jen
- Production : Chiu Fu-sheng
- Photographie : Chen Huai-en
- Pays d'origine : Taïwan
- Langues originales : mandarin, minnan, japonais, cantonais
- Format : Couleurs - Mono
- Genre : Drame et historique
- Durée : 157 minutes
- Date de sortie : 1989

## Distribution
- Sung Young Chen : Wen-Heung
- Wou Yi-fang : Hinoiei
- Nakamura Ikuyo : Shizuko
- Jack Kao : Wen-Leung
- Tony Leung Chiu-wai : Wen-Ching

## Distinctions
- 1989 : Lion d'or à la Mostra de Venise